# نجم الدين الطوفي
نَجْمُ الدِّينِ أَبُو الرَّبِيعِ سُلَيْمَانُ بْنُ عَبْدِ الْقَوِيِّ بْنِ عَبْدِ الْكَرِيمِ بْنِ سَعِيدِ بْنِ الصَّفِّيِّ الطُّوفِيُّ الصَّرْصَرِيُّ الْبَغْدَادِيُّ الْحَنْبَلِيُّ (657 – رجب 726هـ / 1259 – 1316م) فقيه وعالم حنبلي. ولد بقرية طوف أو طوفا من أعمال صرصر في العراق، ودخل بغداد سنة 691 هـ ورحل إلى دمشق سنة 704 هـ وزار مصر، وجاور الحرمين، وتوفي في بلد الخليل بفلسطين. قال عنه ابن رجب: «وله نظم كثير رائق، وقصائد في مدح النبي صلى الله عليه وسلم، وقصيدة طويلة في مدح الإمام أحمد. وكان مع ذلك كله شيعيا منحرفا في الاعتقاد عن السنة» ويقال: إنه تراجع عن تشيعه، ونسب إليه أنه قال عن نفسه:

## مؤلفاته
- بغية السائل في أمهات المسائل: في أصول الدين.
- الإكسير في قواعد التفسير.
- الرياض النواضر في الأشباه والنظائر.
- معراج الوصول: في أصول الفقه.
- الذريعة إلى معرفة أسرار الشريعة.
- تحفة أهل الأدب في معرفة لسان العرب.
- الإشارات الإلهية والمباحث الأصولية.
- العذاب الواصب على أرواح النواصب.
- تعاليق على الأناجيل.
- شرح المقامات الحريرية.
- البلبل في أصول الفقه: اختصر به روضة الناظر وجنة المناظر لابن قدامة.
- شرح مختصر الروضة.
- موائد الحيس في فوائد امرئ القيس.
- مختصر الجامع الصحيح للترمذي: في مجلدين.
- الصعقة الغضبية على منكري العربية

## وضعه لنظرية المصلحة
يرى الطوفي أن المصلحة هي هدف الشريعة، وفي حالة تعارض النص مع المصلحة فالواجب تقديم المصلحة مع تأويل النص. يقول في شرح حديث (لا ضرر ولا ضرار): (ثم هما - أي النص والإجماع - إما أن يوافقا رعاية المصلحة أو يخالفانها. فإن وافقاها، فبها ونعمت ولا نزاع، وإن خالفاها وجب تقديم رعاية المصلحة عليهما بطريق التخصيص والبيان لهما لا بطريق الافتئات عليهما والتعطيل لهما)